# Pakicetus
Pakicetus (Gingerich e Russell, 1981) è un genere estinto di cetacei archeoceti vissuto nell'Ypresiano (primo Eocene), circa 50 milioni di anni fa, nell'attuale Pakistan.
Il primo fossile ritrovato, un teschio, si pensava essere appartenuto ad un Mesonychidae, ma studi di Gingerich e Russell hanno dimostrato che le caratteristiche dell'orecchio interno di questo animale sono condivise solo dai cetacei. Questo ha portato a considerare i pakiceti come una specie di transizione tra i mammiferi terrestri ed i moderni cetacei e possibili discendenti diretti dell'Indohyus.
Nel 2001 sono stati scoperti i primi scheletri completi e questi hanno rivelato che i pakiceti fossero animali terrestri, della taglia di un lupo e simili morfologicamente ai Mesonychidi.